# Gerde (Hungria)
Gerde é uma vila da Hungria, situada no condado de Baranya. Tem 12,76 km² de área e sua população em 2019 foi estimada em 492 habitantes.